# 布萊克本教區
聖公會布萊克本教區（英語：Diocese of Blackburn）是英格蘭教會約克教省下面的一個教區。成立於1926年11月12日。
轄區包括蘭開夏郡大部份地區。座堂是布萊克本座堂，現任主教為尼古拉·瑞德。下分兩個副主教、兩個會吏長區及十四個會吏區，管理211個堂區。